# Mic Michaeli
Gunnar Mathias Michaeli (11 de novembro de 1962, Upplands Väsby) é um músico sueco. Ele é conhecido como tecladista na banda de rock Europe.  Michaeli assim como os outros membros da banda viveu e cresceu no subúrbio de Upplands Väsby em Estocolmo. Filho de pai polonês de origem alemã e mãe sueca, entrou na banda em 1984 na turnê do álbum Wings of Tomorrow,  a princípio como membro de apoio, e depois passou a ser membro oficial.

## Carreira no Europe
Mic foi co-escritor de várias canções, entre elas está "Carrie" do álbum The Final Countdown. Tempest ajudou a escreve-la, a música foi um grande sucesso nos Estados Unidos e em grande parte da Europa, alcançando a terceira posição na parada Billboard Hot 100.

## Vida pessoal

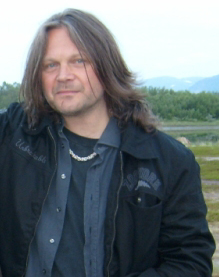
Tecladista do Europe.

Mic Michaeli atualmente é divorciado e tem quatro filhos.

## Discografia
Michaeli gravou 9 álbuns de estúdio junto com os integrantes da banda.
- The Final Countdown (1986)
- Out of This World (1988)
- Prisoners in Paradise (1991)
- Start from the Dark (2004)
- Secret Society (2006)
- Last Look At Eden (2009)
- Bag of Bones (2012)
- War of Kings (2015)
- Walk the Earth (2017)